# Омар Маскарель
Омар Маскарель Гонсалес (ісп. Omar Mascarell González; нар. 2 лютого 1993, Санта-Крус-де-Тенерифе, Іспанія) — іспанський футболіст, опорний півзахисник «Мальорки».

## Клубна кар'єра

### «Реал Мадрид»
Приєднався до системи мадридського «Реала» у 17 років.
Кілька років їздив по орендах в різні клуби, зокрема і в фарм-клуби «Реала» ― «Кастілью» та «Реал Мадрид С».
За основну ж команду «королівського клубу» зіграв лише один матч в Ла-Лізі проти «Осасуни», 1 червня 2013 року вийшовши на заміну замість Месута Озіла на 81-й хвилині матчу.

### «Айнтрахт»
6 липня 2016 перейшов до «Айнтрахта» за 1 мільйон євро. 
У лютому 2018 року стало відомо, що «Реал» вирішив скористатися пунктом контракту про зворотній викуп та заплатив німцям 4 мільйони євро. Омар мав повернутися до Мадриду наприкінці сезону 2017/18 років.
Разом з «Айнтрахтом» Маскарель виграв Кубок Німеччини 2017/18, зіграв за основну команду 37 матчів та забив 1 гол.

### «Реал Мадрид»
1 липня 2018 року гравець повернувся до Мадриду, а вже наступного дня поїхав назад до Німеччини. Виявилося, що «Реал» ще навесні домовився з «Шальке» щодо подальшого продовження кар'єри футболіста.

### «Шальке 04»
2018 року перейшов в «Шальке 04», підписавши 4-річний контракт. Німці заплатили «вершковим» 10 мільйонів євро за перехід гравця.
Дебютував за «гельзенкірхенців»29 вересня у матчі проти «Майнца». В цьому ж клубі вперше зіграв у Лізі Чемпіонів, дебютувавши у матчі проти московського «Локомотива» 3 жовтня.
У підсумку «гірники» вийшли у плей-оф турніру, де потрапили на «Манчестер Сіті», якому програли з рахунком 10:2 за сумою двох матчів. Втім, у жодному з цих матчів Маскарель не зіграв, у першому матчі залишившись поза заявкою за рішенням тренера, а другий пропустивши через травму пахвини.
За результатами сезону 2020/21 «Шальке» посів останнє 18-те місце у Бундеслізі та вилетів до нижчого дивізіону. Клубу конче необхідно було розвантажити зарплатну відомість, тому було вирішено не продовжувати контракт з іспанцем і він став вільним агентом.

### «Ельче»
23 серпня 2021 року «Ельче» оголосив про підписання річного контракту з Омаром.

### «Мальорка»
27 червня 2023 року підписав трирічний контракт з «Мальоркою».

## Міжнародна кар'єра
Грав за юнацькі збірні Іспанії різних вікових категорій (до 18, до 19 та до 20 років).
У 2012 році отримав запрошення від футбольної федерації Екваторіальної Гвінеї виступати за національну збірну країни, оскільки прабабуся футболіста була родом звідти.
Його викликали на матчі кваліфікації до чемпіонату світу 2014 року проти збірних Тунісу та Сьєрра-Леоне, гравець навіть приїхав до Малабо, столиці Екваторіальної Гвінеї, але, тим не менше, Маскарель відмовився від запрошення, вирішивши зробити вибір на користь збірної Іспанії, так як уже виступав за збірну на юнацькому рівні.
Втім, станом на 2021 рік Омар не заграний за жодну національну збірну на дорослому рівні.

## Статистика виступів

### Статистика виступів за збірну
Станом на 17 листопада 2024 року
| Дата       | Місто  | Господарі            | Результат | Гості                | Турнір                                  | Голи | Примітки |
| ---------- | ------ | -------------------- | --------- | -------------------- | --------------------------------------- | ---- | -------- |
| 5-6-2024   | Радес  | Туніс                | 1 – 0     | Екваторіальна Гвінея | Відбір до ЧС 2026                       | -    |          |
| 10-6-2024  | Малабо | Екваторіальна Гвінея | 1 – 0     | Малаві               | Відбір до ЧС 2026                       | -    |          |
| 5-9-2024   | Оран   | Алжир                | 2 – 0     | Екваторіальна Гвінея | Відбір до Кубка африканських націй 2025 | -    |          |
| 9-9-2024   | Малабо | Екваторіальна Гвінея | 2 – 2     | Того                 | Відбір до Кубка африканських націй 2025 | -    |          |
| 14-11-2024 | Малабо | Екваторіальна Гвінея | 0 – 0     | Алжир                | Відбір до Кубка африканських націй 2025 | -    |          |
| 17-11-2024 | Ломе   | Того                 | 3 – 0     | Екваторіальна Гвінея | Відбір до Кубка африканських націй 2025 | -    | 69'      |
| Усього     |        | Матчів               | 6         |                      | Голів                                   | 0    |          |

## Досягнення
- Чемпіон Сегунди (1): 2011/2012
- Володар Кубку Німеччини (1): 2017/18